# Jong-Shi Pang
Jong-Shi Pang (* in Vietnam) ist  ein US-amerikanischer Mathematiker, der sich mit  Mathematischer Optimierung und Operations Research befasst.

## Ausbildung und Karriere
Pang erhielt 1973 seinen Bachelor-Abschluss an der Nationaluniversität Taiwan und wurde 1977 an der Stanford University bei Richard Cottle promoviert (Least Element Complementary Theory). Er war an der University of Texas at Dallas, der Carnegie Mellon University, war Professor an der Johns Hopkins University und am Rensselaer Polytechnic Institute, war ab 2007 Caterpillar Professor an der University of Illinois at Urbana-Champaign in der Fakultät für Industrial and Enterprise System Engineering und ist seit 2013 Professor an der Viterbi School of Engineering der University of Southern California (Fakultät für Industrial and Systems Engineering).

## Forschung
Er befasst sich unter anderem mit dem nichtlinearen und Linearen Komplementaritätsproblem, mit Spieltheorie, Gleichgewichts-Programmierung (Equilibrium Programming), das heißt Optimierungsaufgaben, in denen in Wettbewerb stehende Ressourcen ins Gleichgewicht zu bringen sind.

## Preise und Ehrungen
- 1994: Frederick-W.-Lanchester-Preis[3]
- 2003: George-B.-Dantzig-Preis
- seit 2009: SIAM-Fellow
- 2019: John-von-Neumann-Theorie-Preis

## Schriften
- mit R. W. Cottle, R. E. Stone: The Linear Complementarity Problem, Academic Press 1992, SIAM 2009
- mit Francisco Facchinei: Finite-dimensional variational inequalities and complementarity problems, 2 Bände, Springer Verlag 2003
- mit Zi-Quan Luo, Daniel Ralph: Mathematical Programs with Equilibrium Constraints, Cambridge University Press 1996
- mit P. T. Harker: Finite-dimensional variational inequality and nonlinear complementarity problems: a survey of theory, algorithms and applications, Mathematical Programming, Band 48, 1990, S. 161–220
- mit Michael C. Ferris: Engineering and economic applications of complementarity problems, SIAM Review, Band 39, 1997, S. 669–713
- mit  Benjamin F Hobbs, Carolyn B Metzler: Strategic gaming analysis for electric power systems: An MPEC approach, IEEE Transactions on Power Systems, Band 15, 2000, S. 638–645
- mit G. Kunapuli, K. Bennett, J. Hu: Bilevel model selection for support vector machines, in P. Pardalos, P. Hansen: Data Mining and Mathematical Programming, Centre de Recherches Mathematiques CRM Proceedings and Lecture Notes 45, 2008, S.  129 --158.
- mit F. Facchinei: Nash equilibria: The variational approach, in Y. Eldar, D. Palomar (Herausgeber), Convex Optimization in Signal Processing and Communications, Cambridge University Press, 2009, S. 443 -- 493.
- mit J. Shen: Linear complementarity systems: Zeno states, SIAM Journal on Control and Optimization, Band 44, 2005, S. 1040–1066.
- Herausgeber mit Michael Ferris: Complementarity and variational problems : state of the art, SIAM 1997
- Herausgeber mit Ferris, Olvi Mangasarian: Complementarity : applications, algorithms, and extensions, Kluwer 2001